# Деветдесет и шести мотострелкови полк
Деветдесет и шести мотострелкови полк е бивш полк на българската армия.

## История
На 1 април 1961 г. съгласно щат №В-4384 от 10 октомври 1960 г. се създава 96-и мотострелкови полк на основата на втори батальон от 45-и мотострелкови полк с щаб в Долни Чифлик. Военнопощенския номер е 65150. Полкът е част от Шестнадесета мотострелкова дивизия. Съставът към 1964 г. е командване, щаб, щабни и обслужващи подразделения, мотострелкови батальони, танков батальон, артилерийски дивизион, тил. На 1 януари 1978 г. получава нов военнопощенски номер 26160. На 1 юли 1988 г. полка се преобразува в 96-и мотострелкови отдел. На 13 септември 1996 г. се трансформира в „Подразделение за съхранение и охрана на въоръжение, техника и имущества“. Разформирова се на 30 септември 1997 г.

## Наименования
- 96-и мотострелкови полк (1961 – 1988)
- 96-и мотострелкови отдел (1988 – 1996)
- Подразделение за съхранение и охрана на въоръжение, техника и имущества (1996 – 1997)